# 家元

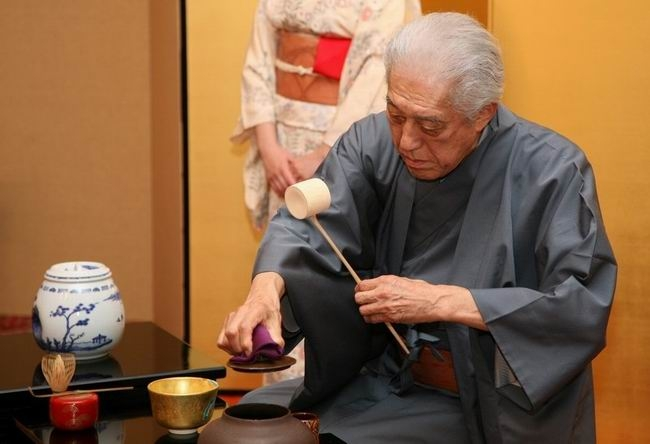
玄室千，茶道流派裏千家第15代家元

家元（字面意義为「家族的根基」）是一個日語術語，指某一傳統日本藝術流派的創始人或現任宗師。當指稱家元所領導並代表的家族或家系時，此詞與「宗家」同義。
「家元」一詞也用來描述日本傳統藝術中的一種家族世代傳承體系，例如日本茶道（包括煎茶道）、花道、能、書法、傳統舞蹈、傳統音樂、香道以及日本武術。將棋和圍棋也曾使用過家元制度。家元制度的特點是其階級式的結構，以及家元的至高無上權威，家元之位是透過繼承前代家元的秘傳而來。

## 概要
在日本傳統的藝能、藝道中，「家元」意指該流派的最高權威傳承者或其家系。在近代以前，家元之位通常是世襲的，至今這種傾向依然強烈。然而，實際上也存在透過養子或婿養子制度，將流派內有影響力或有實力的弟子納入家族的情況，因此不能單純地視為完全的血緣世襲。
家元通常同時負責流派的內部管理與技藝指導，並被視為流派正統性的根源。家元身為流派唯一的創造者，擁有引進新事物或形式的專有權力。 例如，2007年，日本最大的茶道流派裏千家第16代家元坐忘齋宣布了一種名為「座禮」的新式茶道，允許主客在榻榻米上盤腿而坐，旨在讓茶道在更輕鬆的氛圍中進行。此舉雖然引發廣泛討論，但鮮少有人質疑家元創造此種新形式的權威。 事實上，現今廣泛使用的「立禮」──即使用桌椅的茶道形式，也是由第11代家元裏千家於1872年為京都博覽會的外國賓客所創。
家元可被尊稱為「家元」或「大家元」，也可使用「宗匠」或「大先生」等稱謂。在英語中，家元常被翻譯為「宗師」。一旦「繼承人」被正式承認，該繼承人可能會使用「若宗匠」的稱號。依照傳統，家元的頭銜會與一個世襲名號一同傳承。例如，在裏千家茶道傳統中，家元會承襲「宗室」之名。
根據流派的不同，有時除了家元之外，還會另設宗家（家元與宗家之間的地位高低、關係及職責劃分，各流派之間有極大的差異）。此外，在能等領域，習慣上將家元稱為宗家，而不使用「家元」一詞。
關於歌舞伎和義太夫等舞台藝術的家元，長唄名家松島庄十朗曾表示，過去很少有人自稱為家元，這個稱號是在國家總動員法頒布「技藝者之証」後才變得明確的。與此相對，某些傳統藝能如落語，雖然同樣採用師徒制，卻未發展成家元制度，其組織結構的差異提供了重要的比較視角。 不過，也有後世設立家元制度的例子，例如由立川談志創立的「落語立川流」。

## 家元制度
以家元為中心來統率流派的制度稱為家元制度。學者根據川島武宜的論述，將家元制度的組織結構特徵總結為四點：師徒之間的主從關係、連鎖的等級關係、家元的最高權威和擬家族制。 歷史學家西山松之助則在其開創性研究中，將家元壟斷的權力歸納為六項絕對權利，這些權利構成了家元制度的基礎：
1. 技藝權：家元擁有對流派技術的最終控制權，包括修改、詮釋秘傳技藝、決定表演曲目與形式風格等。技藝的標準化是吸引並維持學生興趣的必要手段。[4] 為了鞏固此權威，家元制度極度強調「正統」傳承，通常透過血緣繼承來證明其合法性。例如，三大茶道流派的家元都將其血統追溯至傳奇創始人千利休。[1] 雖然世襲制偶爾會因能力不足的繼承人而受到批評，但歌舞伎演員中村又藏認為，家元家族的後代自幼便沉浸在該藝術的環境中，因此常具備常人所沒有的才能。[1]
2. 教學、傳承與認證權：家元擁有授予教學許可、證書及段位的獨佔權力。此制度如同現代的連鎖加盟體系，家元作為總部，向合格的師範授予開設分支的許可，確保教學品質的統一，並建立起流派的「品牌」。[5] 此制度的核心是「名取制度」，它不僅是授予藝名的儀式，更是建立家元與末端弟子之間中間層級的關鍵機制，從而鞏固了金字塔式的權力結構。[3] 門生在學習過程中必須在不同階段取得許可或證書，這些證書不僅是技藝水平的證明，其高昂的費用也是家元體系主要的收入來源之一。[1]
3. 驅逐與懲罰權：家元擁有將門生逐出師門或施以懲罰的權力。此權力用以維持流派內部的紀律與權威。歷史上不乏相關案例，例如能劇演員高林吟二因對其所屬的喜多流及其家元家族提出不敬言論，而在1956年被處以「死刑判決」，即禁止其登台及與其他演員互動。[4] 近年較為知名的案例則是狂言師和泉元彌的爭議，他因表演承諾及其他問題，於2002年被能樂宗家會從協會中除名。[1]
4. 服裝與藝名權：家元擁有授予門生藝名（如茶道的「茶名」）或允許其繼承家族名號（如歌舞伎的市川、中村等）的權力。在日本傳統舞蹈或音樂中，達到一定技藝水平的弟子會參加「名取」儀式，被授予一個專業藝名。此舉不僅是技藝的認可，也象徵著門生從原生家庭轉移至「專業家族」的一員，創造出一個「神話般的家族」，強化了門生與家元之間的準親子關係，並增強了團體的凝聚力。[5]
5. 設施與設備控制權：家元對流派所使用的設施、道具及設備擁有控制權。這項權力與技藝權緊密相關，例如當家元創造一種新的表演形式時，他同時也有權開發並指定與之配套的專用器具，如前述裏千家為「座禮」及「立禮」所設計的特殊桌椅。[1]
6. 收入壟斷權：家元壟斷了因行使上述權利而產生的一切收入。茶道、花道等藝術吸引了數以百萬計的學生，所有分支的學校與教師都需向以家元為中心的總部支付權利金與許可費。即使是歌舞伎與能劇等表演藝術，其營運也相當依賴從廣大業餘學生群體中所獲得的收入。[4] 各流派的學校如同商業企業，透過販售證書、段位、藝名，以及銷售授權的教科書、道具等方式獲取利潤。[1] 這種模式與落語界形成鮮明對比，落語弟子通常不需向師父繳納學費，顯示出家元組織作為一個利益共同體與經濟經營體的本質。[3]

吉田和男曾說：「維持日本文化活動的，是一種稱為家元制度的『俱樂部』。它是日本特有的組織形式『講』的一種。它像一種金字塔式銷售，成員以教導者與被教導者的關係鏈式擴展，形成一個自給自足的供需體系。」（此處的比喻與違法的層壓式推銷（老鼠會）本質完全不同，或為多層次傳銷（マルチ講）之誤）。

### 批評與反對
家元制度因其僵化、昂貴、裙帶關係、威權且不民主的特性而備受批評，西山松之助更稱其為「封建」且「不合時宜」。 權力與父權血統掛鉤，而非個人才能，使家元被賦予神聖不可侵犯的地位，不僅是傳統的守護者，更被視為體現全能權力與永恆傳統的神性存在。 此制度也使其帶有強烈的派閥集團色彩，具有高度的封閉性與排他性，以維持其技藝的正統性與權威壟斷。
這種威權結構也引發了反對與改革的聲音。一些團體選擇摒棄家元制度，例如：
- 在日本茶道領域，田中仙樵於1898年創立了「大日本茶道學會」，旨在以更民主的方式，在僵化的家元體系之外系統化地教授茶道。[7]
- 三味線演奏家菊岡裕晃為他的團體創立了一種會長制。[8]
- 古箏演奏家八木美知依則同時拒絕了家元制度和其樂器的傳統風格，選擇以彈奏和弦的方式進行創新。[9]

然而，儘管存在諸多批評，許多研究也指出，正是這種獨裁式的控制與神化的權威，確保了傳統技藝在面臨挑戰時不被質疑其真實性，從而使許多日本的無形文化遺產得以免於消亡並傳承至今。

## 起源
家元的起源相當古老。早在平安時代（794-1185），就已存在類似家元的家族體系，負責傳承其特定藝術流派的秘傳和正統教義。然而，根據現存記錄，「家元」一詞最早出現於1757年的江戶時代文獻中，當時用來指稱有資格讓其子弟成為大寺院住持的家族。
家元制度的形成與江戶時代的社會變遷密切相關。在18、19世紀，隨著富裕的商人階層崛起，形成了一個龐大的文化消費市場，使得藝術家們能夠脫離對統治階級的依賴，透過招收學生獨立謀生。在這種背景下，以宗師為頂點，集結了專業、半專業及業餘愛好者的階級式教學體系應運而生。
家元制度是日本社會中「家」(ie)與「同族」(dōzoku)關係模式的一種體現。 其根源也可追溯至其他思想體系。例如，家元透過傳授秘技來獨佔技藝的核心模式，可能源於佛教特別是密教的師徒傳承形式。而其強調對師父的絕對服從、認可家元的絕對權威等封建式支配結構，則與江戶時代的官學朱子學思想有許多共通之處。

## 著名流派與家族

### 圍棋
圍棋界最初有四個主要家元：本因坊家、林家、井上家和安井家。17世紀初，本因坊算砂創立的本因坊家極大地提升了圍棋水平，並引入了段位排名系統。1868年明治維新後，政府停止對圍棋學院的支持。為紀念本因坊家，日本最負盛名的圍棋錦標賽之一被命名為「本因坊戰」。

### 花道
日本花道的三大流派是池坊、小原流和草月流。根據組織日本花道網絡的資料，截至2008年8月，日本註冊的大小花道流派共有138個。

### 日本傳統舞蹈
日本傳統舞蹈的流派約有200個。其中最著名的五大流派是花柳流、藤間流、若柳流、西川流和坂東流。

### 落語
值得注意的是，傳統的落語界本身並不屬於家元制度。儘管立川流曾嘗試引入家元模式，但主流的落語協會（如落語協會、落語藝術協會）的結構與家元制存在根本差異。落語界的師徒關係雖然緊密，但體系相對開放，弟子可以向不同流派的師父求教。最關鍵的是，它未形成一個以家元為核心、具有強大經濟功能的經營體，也缺乏一個壟斷技藝認證的最高權威，因此其組織更為鬆散，不具備家元制度的封閉性與排他性。

### 香道
香道的兩大主要流派是志野流和二条流。

## 現代的變體與影響
家元制度不僅存在於傳統藝術中，其特徵也以多種變體形式出現在日本社會的各個層面，包括企業、學校、宗教團體乃至政治團體。
一個顯著的例子是岐阜縣的郡上舞。此祭典並無血緣世襲的家元，而是由一個名為「郡上舞保存會」的團體扮演家元的角色。該保存會負責創造並標準化祭典的10首歌曲和舞蹈、設計官方服裝、在祭典上進行示範表演，並向舞技精湛的參與者頒發「免許狀」（證書）。 儘管保存會沒有傳統家元的血緣正統性，但它透過另一種強大的合法性來源（日本政府）來鞏固其權威。1996年，郡上舞被指定為國家「重要無形民俗文化財」，這項官方認證賦予了保存會如同家元般的權威，使其能有效地管理並傳承這項文化遺產。 日本現有超過250項重要無形民俗文化財，大多由類似的保存團體負責，這些團體在實踐中多已轉化為沒有家元之名的家元制度。
此案例顯示，家元制度作為一個成功的文化保存模型，其核心的權力結構與管理方式能夠在沒有血緣基礎的情況下，透過政府授權等現代形式被複製與應用，持續在日本無形文化遺產的傳承中扮演關鍵角色。

## 延伸閱讀
- 西山松之助『家元の研究』吉川弘文館〈西山松之助著作集〉第1巻、1982年。
- Genshitsu, Sen. . Kyoto: Tankosha. 2007 （日语）.

## 外部連結
- 小原流花道學校官方網站（Wayback Machine存檔）
- 草月流花道學校官方網站（Wayback Machine存檔）
- 若柳流日本古典舞踊家元官方網站
- 家元: 日本之心